# Ligue 2 (Algeria)
La Ligue 2 (in arabo الرابطة الجزائرية المحترفة الثانية لكرة القدم‎?, "secondo campionato calcistico algerino"), già conosciuta come Championnato National 2, è la seconda divisione del campionato algerino di calcio. Istituita nel 1962, è la massima divisione dilettantistica dell'Algeria, dopo aver rinunciato allo stato professionistico nel 2020. È costituita da 32 squadre divise in due gironi da 16 compagini ciascuno.
È controllata dalla Ligue Nationale du Football Amateur (LNFA).

## Squadre
Stagione 2024-2025.

### Gruppo Centro-Est
| Stadio               | Città             | Stadio                         | Capienza |
| -------------------- | ----------------- | ------------------------------ | -------- |
| AS Khroub            | El Khroub         | Stadio Abed Hamdani            | 8 000    |
| CA Batna             | Batna             | Stadio 1 novembre 1954         | 20 000   |
| HB Chelghoum Laïd    | Chelghoum Laïd    | Stadio 11 dicembre 1961        | 10 000   |
| IB Khémis El Khechna | Khemis El Khechna | Stadio Abdelkader Zerrouki     | 3 000    |
| IRB Ouargla          | Ouargla           | Stadio 13 Febbraio             | 18 000   |
| JS Bordj Ménaïel     | Bordj Menaïel     | Stadio Djilali Bounaama        | 12 500   |
| JSD Jijel            | Jijel             | Stadio Hocine Rouibah          | 30 000   |
| MB Rouissat          | Rouissat          | Stadio 18 febbraio             | 18 000   |
| MO Constantine       | Costantina        | Stadio Ramadane Bel Abdelmalek | 8 000    |
| MSP Batna            | Batna             | Stadio 1 novembre 1954         | 20 000   |
| NRB Teleghma         | Teleghma          | Stadio Bachir Khabaza          | 5 000    |
| Olympique Magrane    | El Oued           | Stadio 1 novembre 1954         | 7 200    |
| USM Annaba           | Annaba            | Stadio Abdelkader Chabou       | 10 000   |
| USM El Harrach       | El Harrach        | Stadio 1 novembre 1954         | 6 000    |
| US Souf              | El Oued           | Stadio 1 novembre 1954         | 7 200    |
| US Chaouia           | Oum el-Bouaghi    | Stadio Hassouna Zerdani        | 5 000    |

### Gruppo Centro-Ovest
| Stadio           | Città          | Stadio                    | Capienza |
| ---------------- | -------------- | ------------------------- | -------- |
| ASM Oran         | Orano          | Stadio Habib Bouakeul     | 18 000   |
| CR Témouchent    | Aïn Témouchent | Stadio Omar Oucief        | 11 500   |
| ESM Koléa        | Koléa          | Stadio 5 luglio 1962      | 8 000    |
| ES Ben Aknoun    | Algeri         | Stadio 20 agosto 1955     | 10 000   |
| GC Mascara       | Mascara        | Stadio Aoued Meflah       | 15 000   |
| JSM Tiaret       | Tiaret         | Stadio Ahmed Kaïd         | 35 000   |
| MCB Oued Sly     | Oued Sly       | Stadio Mohamed Boumezrag  | 18 000   |
| NA Hussein Dey   | Algeri         | Stadio 20 agosto 1955     | 10 000   |
| RC Arbaâ         | Larbaâ         | Stadio Ismaïl Makhlouf    | 5 000    |
| RC Kouba         | Kouba          | Stadio Mohamed Benhaddad  | 10 000   |
| SC Mécheria      | Mécheria       | Stadio 20 agosto 1955     | 10 000   |
| SKAF El Khemis   | Khemis Miliana | Stadio Mohamed Belkebir   | 8 000    |
| WA Mostaganem    | Mostaganem     | Stadio Mohamed Bensaïd    | 18 000   |
| MC Saïda         | Saïda          | Stadio des Frères Braci   | 8 000    |
| JS El Biar       | El Biar        | Stadio Abderrahmane Ibrir | 3 000    |
| US Béchar Djedid | Béchar         | Stadio 20 agosto 1955     | 20 000   |

## Albo d'oro
| Promotion d'Honneur | Promotion d'Honneur | Promotion d'Honneur    | Promotion d'Honneur |
| Stagione            | Campione Algérois   | Campione Constantinois | Campione Oranie     |
| ------------------- | ------------------- | ---------------------- | ------------------- |
| 1963-64             | RC Kouba            | AS Aïn M'lila          | USM Oran            |
| Division d'Honneur  |                     |                        |                     |
| 1964-65             | RC Kouba            | JSM Skikda             | SCM Oran            |
| 1965-66             | MC Alger            | JSD Jijel              | USM Bel Abbès       |

| National II | National II | National II          | National II        |
| Stagione    | Campione    | Secondo classificato | Terzo classificato |
| ----------- | ----------- | -------------------- | ------------------ |
| 1966-67     | JSM Skikda  | USM Bel Abbès        | MSP Batna          |
| 1967-68     | MC Alger    | JSD Jijel            | CR Témouchent      |
| 1968-69     | JS Kabylie  | USM Alger            | JSM Tiaret         |

| Stagione | Campione centro-est | Campione centro-ovest |
| -------- | ------------------- | --------------------- |
| 1969-70  | CS Constantine      | JSM Tiaret            |
| 1970-71  | Hamra Annaba        | WA Tlemcen            |

| Régional   | Régional        | Régional       | Régional       |
| Stagione   | Campione centro | Campione est   | Campione ovest |
| ---------- | --------------- | -------------- | -------------- |
| 1971-72    | USM Blida       | JSD Jijel      | GC Mascara     |
| 1972-73    | WA Boufarik     | IR Sétif       | WA Tlemcen     |
| 1973-74    | USM Alger       | USM Khenchela  | MC Saïda       |
| 1974-75    | USM El Harrach  | CA Batna       | ASM Oran       |
| 1975-76    | ASO Chlef       | ES Guelma      | RCG Oran       |
| 1976-77    | DNC Alger       | CS Constantine | ASM Oran       |
| Division 2 |                 |                |                |
| 1977-78    | OMR El Annasser | ESM Guelma     | ESM Bel Abbès  |
| 1978-79    | IR Saha         | ESM Guelma     | GCB Mascara    |

| National 2 | National 2          | National 2            | National 2 |
| Stagione   | Campione centro-est | Campione centro-ovest |            |
| ---------- | ------------------- | --------------------- | ---------- |
| 1979-80    | WKF Collo           | ESM Bel Abbès         |            |
| 1980-81    | IRB Aïn Beïda       | USK Alger             |            |
| 1981-82    | ESM Guelma          | WO Boufarik           |            |
| 1982-83    | JS Bordj Ménaïel    | ASO Chlef             |            |
| 1983-84    | AM Aïn M'lila       | JCM Tiaret            |            |

| Régional | Régional        | Régional              | Régional       |
| Stagione | Campione centro | Campione est          | Campione ovest |
| -------- | --------------- | --------------------- | -------------- |
| 1984-85  | JH El Djazaïr   | ISM Aïn Beïda         | RCM Relizane   |
| 1985-86  | MP Alger        | CM Constantine        | MB Saïda       |
| 1986-87  | USK Alger       | MB Skikda             | JCM Tiaret     |
| 1987-88  | Raed Kouba      | Mouloudia Constantine | US Bel Abbès   |

| National 2 | National 2     | National 2           | National 2         |
| Stagione   | Campione       | Secondo classificato | Terzo classificato |
| ---------- | -------------- | -------------------- | ------------------ |
| 1988-89    | ES Sétif       | CR Belcourt          | WA Tlemcen         |
| 1989-90    | WA Tlemcen     | CS Constantine       | MB Batna           |
| 1990-91    | NA Hussein Dey | ES Guelma            | USM Blida          |

| Stagione | Campione centro | Campione est          | Campione ovest |
| -------- | --------------- | --------------------- | -------------- |
| 1991-92  | USM Blida       | IRB Oum El Bouaghi    | WRB Mostaganem |
| 1992-93  | WA Boufarik     | CA Batna              | USM Bel Abbès  |
| 1993-94  | ASO Chlef       | CS Constantine        | GC Mascara     |
| 1994-95  | USM Alger       | USM Aïn Beïda         | ASM Oran       |
| 1995-96  | NA Hussein Dey  | MO Constantine        | WA Mostaganem  |
| 1996-97  | USM Blida       | ES Sétif              | ES Mostaganem  |
| 1997-98  | NA Hussein Dey  | CA Bordj Bou Arreridj | SA Mohammadia  |

| Division 1 | Division 1       | Division 1        | Division 1     |               |
| Stagione   | Campione centro  | Campione est      | Campione ovest | Campione sud  |
| ---------- | ---------------- | ----------------- | -------------- | ------------- |
| 1998-99    | JS Bordj Ménaïel | HB Chelghoum Laïd | WA Mostaganem  | CR Béni Thour |

| 1999-00 | ASM Oran |

| Division 2 | Division 2            | Division 2            | Division 2 |
| Stagione   | Campione centro-est   | Campione centro-ovest |            |
| ---------- | --------------------- | --------------------- | ---------- |
| 2000-01    | CA Bordj Bou Arreridj | RC Kouba              |            |
| 2001-02    | NA Hussein Dey        | ASO Chlef             |            |
| 2002-03    | US Chaouia            | MC Alger              |            |

| Stagione | Campione centro | Campione est   | Campione ovest |
| -------- | --------------- | -------------- | -------------- |
| 2003-04  | OMR El Annasser | CS Constantine | GC Mascara     |

| Stagione                | Campione              | Secondo classificato | Terzo classificato    |
| ----------------------- | --------------------- | -------------------- | --------------------- |
| 2004-05                 | US Biskra             | Paradou AC           | CA Batna              |
| 2005-06                 | OMR El Annasser       | JSM Béjaïa           | ASM Oran              |
| 2006-07                 | USM Annaba            | AS Khroub            | MC Saïda              |
| 2007-08                 | MC El Eulma           | MSP Batna            | RC Kouba              |
| 2008-09                 | WA Tlemcen            | MC Oran              | CA Batna              |
| 2009-10                 | MC Saïda              | ASM Oran             | ES Mostaganem         |
| Ligue 2 Professionnelle |                       |                      |                       |
| 2010-11                 | CS Constantine        | NA Hussein Dey       | MSP Batna             |
| 2011-12                 | CA Bordj Bou Arreridj | JS Saoura            | USM Bel Abbès         |
| 2012-13                 | CRB Aïn Fakroun       | RC Arbaâ             | MO Béjaïa             |
| 2013-14                 | USM Bel Abbès         | NA Hussein Dey       | ASM Oran              |
| 2014-15                 | USM Blida             | DRB Tadjenanet       | RC Relizane           |
| 2015-16                 | Olympique de Médéa    | MSP Batna            | USM Bel Abbès         |
| 2016-17                 | Paradou AC            | USM Blida            | US Biskra             |
| 2017-18                 | MO Béjaïa             | AS Aïn M'lila        | CA Bordj Bou Arreridj |
| 2018-19                 | US Biskra             | NC Magra             | ASO Chlef             |
| 2019-20                 | Olympique de Médéa    | JSM Skikda           | WA Tlemcen            |

| Ligue 2  | Ligue 2           | Ligue 2         | Ligue 2        |
| Stagione | Campione est      | Campione centro | Campione ovest |
| -------- | ----------------- | --------------- | -------------- |
| 2020-21  | HB Chelghoum Laïd | RC Arbaâ        | MCB Oued Sly   |

| Stagione | Campione centro-est | Campione centro-ovest |
| -------- | ------------------- | --------------------- |
| 2021-22  | USM Khenchela       | MC El Bayadh          |
| 2022-23  | US Souf             | ES Ben Aknoun         |
| 2023-24  | Olympique Akbou     | ES Mostaganem         |

In grassetto le squadre promosse.

## Vittorie per squadra
| Squadra               | Vittorie | Anni vittorie                      |
| --------------------- | -------- | ---------------------------------- |
| CS Constantine        | 6        | 1970, 1977, 1986, 1994, 2004, 2011 |
| USM Bel Abbès         | 6        | 1966, 1978, 1980, 1988, 1993, 2014 |
| GC Mascara            | 5        | 1972, 1974, 1979, 1994, 2004       |
| ASM Oran              | 4        | 1975, 1977, 1995, 2000             |
| ASO Chlef             | 4        | 1976, 1983, 1994, 2002             |
| MC Alger              | 4        | 1966, 1968, 1986, 2003             |
| NA Hussein Dey        | 4        | 1991, 1996, 1998, 2002             |
| RC Kouba              | 4        | 1964, 1965, 1988, 2001             |
| USM Alger             | 4        | 1974, 1981, 1987, 1995             |
| USM Aïn Beïda         | 4        | 1976, 1981, 1985, 1995             |
| USM Blida             | 4        | 1972, 1992, 1997, 2015             |
| WA Tlemcen            | 4        | 1971, 1973, 1990, 2009             |
| CA Bordj Bou Arreridj | 3        | 1998, 2001, 2012                   |
| ESM Guelma            | 3        | 1978, 1979, 1982                   |
| JSM Skikda            | 3        | 1965, 1967, 1987                   |
| JSM Tiaret            | 3        | 1970, 1984, 1987                   |
| WA Boufarik           | 3        | 1973, 1982, 1993                   |
| WA Mostaganem         | 3        | 1992, 1996, 1999                   |
| AS Aïn M'lila         | 2        | 1964, 1984                         |
| CA Batna              | 2        | 1975, 1993                         |
| ES Mostaganem         | 2        | 1997, 2024                         |
| ES Sétif              | 2        | 1989, 1997                         |
| JH El Djazaïr         | 2        | 1977, 1985                         |
| JSD Jijel             | 2        | 1966, 1972                         |
| MC Saïda              | 2        | 1986, 2010                         |
| MO Constantine        | 2        | 1988, 1996                         |
| Olympique de Médéa    | 2        | 2016, 2020                         |
| OMR El Annasser       | 2        | 1978, 2006                         |
| US Biskra             | 2        | 2005, 2019                         |
| US Chaouia            | 2        | 1992, 2003                         |
| USM Khenchela         | 2        | 1974, 2022                         |
| CRB Aïn Fakroun       | 1        | 2013                               |
| ES Ben Aknoun         | 1        | 2023                               |
| Hamra Annaba          | 1        | 1971                               |
| HB Chelghoum Laïd     | 1        | 2021                               |
| IR Saha               | 1        | 1979                               |
| IR Sétif              | 1        | 1973                               |
| JS Bordj Ménaïel      | 1        | 1983                               |
| JS Kabylie            | 1        | 1969                               |
| MC El Bayadh          | 1        | 2022                               |
| MC El Eulma           | 1        | 2008                               |
| MCB Oued Sly          | 1        | 2021                               |
| MO Béjaïa             | 1        | 2018                               |
| Olympique Akbou       | 1        | 2024                               |
| Paradou AC            | 1        | 2017                               |
| RC Arbaâ              | 1        | 2021                               |
| RCG Oran              | 1        | 1976                               |
| RCM Relizane          | 1        | 1985                               |
| SA Mohammadia         | 1        | 1998                               |
| SCM Oran              | 1        | 1965                               |
| US Souf               | 1        | 2023                               |
| USM Annaba            | 1        | 2007                               |
| USM El Harrach        | 1        | 1975                               |
| USM Oran              | 1        | 1964                               |
| WKF Collo             | 1        | 1980                               |